# Японское имя
Японское имя (яп. 人名 дзиммэй) в наши дни, как правило, состоит из родового имени (фамилии) и следующего за ним личного имени. Это весьма распространённая практика для Восточной и Юго-Восточной Азии, в том числе для китайской, корейской, вьетнамской, тайской и некоторых других культур.

(Ямада Таро:) — типичные имя и фамилия вроде русского Иван

Имена обычно записываются при помощи кандзи, которые в разных случаях могут иметь множество различных вариантов произношения.
Современные японские имена можно сравнить с именами во многих других культурах. У всех японцев есть единственная фамилия и единственное имя без отчества, за исключением японской императорской семьи, называя членов которой фамилию не указывают.
В Японии длительное время существовала традиция: сначала указывалась фамилия, а потом имя. В то же время в западных языках (часто и в русском) японские имена записываются в обратном порядке имя — фамилия — согласно европейской традиции.
Имена в Японии часто создают самостоятельно из имеющихся знаков, поэтому в стране имеется огромное количество уникальных имён. Фамилии более традиционны и чаще всего восходят к топонимам. Имён в японском языке значительно больше, чем фамилий. Мужские и женские имена различаются за счёт характерных для них компонентов и структуры. Чтения японских имён собственных — один из самых сложных элементов японского языка.

## Законы Японии об именах и фамилиях
Первый закон о японских именах и фамилиях появился в начале эпохи Мэйдзи — в 1870 году. По этому закону каждый японец обязан был выбрать для себя фамилию. На тот момент население Японии составляло 34 млн человек и при этом только малая часть уже имела собственные фамилии. Большинство созданных в то время фамилий происходят от названий местности проживания, так, например, нередки были случаи когда целые деревни выбирали себе одну фамилию. На данный момент от 70 % до 80 % фамилий восходят к топонимам.
Затем принятый в 1898 году гражданский кодекс определил порядок изменения фамилии при заключении брака. Было прописано простое требование — жена обязана принять фамилию мужа. Это правило было отменено только в 1946 году, когда для соответствия новой конституции, расширяющей права женщин, гражданский кодекс был пересмотрен. Теперь муж и жена должны выбрать одну из двух своих фамилий, но обязательно одну и ту же. Тем не менее новыми правилами до сих пор редко пользуются — в подавляющем большинстве случаев (97,2 %) жена берёт фамилию мужа.

### Разрешённые знаки для имён и фамилий
До Второй мировой войны в Японии не было никаких ограничений на использование знаков в именах и фамилиях, что уже тогда создавало немало трудностей при ведении различных бумаг. Всего на тот момент существовало до 50 тыс. знаков, служащим, ведущим записи, часто приходилось использовать словарь, чтобы вписать нужное имя. Кроме того бывали случаи, когда родители, стремясь создать уникальное имя для своего ребёнка, делали ошибку в редком знаке и иногда их было довольно сложно убедить внести исправление — приходилось временами так и записывать имя с ошибкой. Имена с очень редкими иероглифами довольно неудобны как для окружающих, так и для самого носителя.
В 1947 году был создан список иероглифов, используемых только в именах, далее список дополнялся в 1951 и 1954 году и к 1981 году включал 166 знаков. В 1981 году кабинет министров Японии утвердил новые правила:
- В именах необходимо использовать простые распространённые знаки, а именно:
  - 1945 общеупотребительных знаков дзёё кандзи (включая 1006 учебных гакусю кандзи);
  - 166 знаков кандзи специально для имён;
  - катакана и хирагана.

Разрешались также знаки долготы гласных в катакане (ー), знаки повтора (々), старые знаки хираганы (ゑ и ゐ) и катаканы (ヰ и ヱ).
Однако уже в 1985 году этот список был расширен и было официально разрешено использовать ромадзи, хэнтайгану, манъёгану, а также условные знаки и символы (вроде * % $ ^ и тому подобные).
Но и этого оказалось недостаточно, и в 1991 году список иероглифов для имён был расширен на 118 знаков, а в 1998 году к нему добавился ещё один знак. В итоге таблица содержала 285 знаков. И ещё 205 знаков, не входящих в эту таблицу, считаются допустимыми — в основной массе это старописьменные формы иероглифов. Стоит учесть, что 87 знаков из этой таблицы не входят в стандартное программное обеспечение для большинства компьютеров и не могут быть напечатаны и отображены без установки дополнительных программ — об этом обязаны предупреждать чиновники при регистрации имени ребёнка. В итоге всего японцы имеют 2435 знаков, которые могут быть использованы в именах и фамилиях. Однако всё ещё поступают предложения о расширении данного списка на 500—1000 знаков.
Количество знаков в одном конкретном имени или фамилии ничем не ограничено и теоретически они могут быть любой длины. Тем не менее редко используются имена и фамилии более трёх знаков, наиболее распространён вариант двузначных имени и фамилии.

### Порядок следования имени и фамилии в официальных японских документах
Традиционно в японском языке, как и в других восточноазиатских, указывается сначала фамилия, а потом имя (в отличие от большинства европейских языков). При этом при латинизированном написании имени (в международном общении и т. п.), в отличие от, например, китайского языка, использовался западный порядок «имя, фамилия», что могло приводить к недоразумениям. С 1 января 2020 года, в соответствии с официальным запросом премьер-министра от 25 октября 2019 г, официальным учреждениям при транслитерации японских имён следует использовать японский порядок «фамилия, имя» (за некоторыми исключениями в особых случаях), бизнесу рекомендовано следовать такой же схеме.

## Передача японских имён в других языках
Обычно запись японских имён в других языках (использующих латиницу и кириллицу) проходит так же как и транскрипция обычного японского текста, в соответствии с правилами конкретной системы (ромадзи, система Поливанова). Также часто встречается запись японских имён в нестандартной транслитерации (использование вместо «си» — «ши», вместо «дзи» — «джи» и т. п.), чаще всего это вызвано незнанием правил системы Поливанова и попытками транслитерации латинской ромадзи, однако встречаются случаи намеренного написания (подробнее об этом в статье система Поливанова). При этом часто встречаются ошибки и затруднения, вызванные принципиальной нефонетичностью системы Поливанова (которая отражает звуки японского, а не русского языка), что сбивает с толку не-японистов, непривычных к ним.
В латинской транскрипции японские имена и фамилии, как правило, идут в обратном порядке — сначала имя, затем фамилия. То есть, 山田 Ямада (фамилия) 太郎 Таро (имя) обычно записывается как Tarou Yamada. Но иногда используется и японский порядок, в таком случае часто фамилия записывается заглавными буквами — YAMADA Tarou. Иногда также используются стандартные латинские сокращения имени до инициала — T. Yamada. Длина гласных часто показывается орфографически (Tarou Yamada); иногда не показывается совсем (Taro Yamada); либо обозначается по аналогии с английским языком буквой «h» (Taroh Yamada); или же обозначается чертой над буквой (Tarō Yamada). В английском языке обычно без ограничений добавляются суффиксы (Taroh’s book).
В кириллической транскрипции нет общепринятого порядка указания фамилии и имени. Обычно в публицистических изданиях, журналах, новостных лентах используется обратный порядок имя-фамилия (Таро Ямада). Однако в учебных текстах, статьях японистов и других профессиональных лингвистических изданиях чаще используется оригинальный порядок фамилия-имя (Ямада Таро). Часто из-за такой неоднозначности у людей, не знакомых с японским языком, возникает путаница между именем и фамилией. В русской Википедии для современных имён принято использовать порядок имя-фамилия. Долгота гласных в русских текстах, как правило, не показывается (Таро Ямада), в учебных текстах обычно приводится в скобках после записи иероглифами и обозначается двоеточием (Таро: Ямада).

## Именные суффиксы
В японском языке обычно после имени добавляется суффикс, указывающий на отношение собеседников. Наиболее распространены суффиксы:
- сама — самый уважительный суффикс. Употребляется по отношению к людям, старшим по возрасту, должности и так далее;
- сан — уважительное нейтральное обращение;
- кун — суффикс для более близких знакомых мужского пола и иногда женского[3], обычно употребляется среди одноклассников или коллег по работе равного ранга;
- тян — самый мягкий суффикс, используется при очень близком знакомстве, в основном при обращении к девушкам и детям (аналог уменьшительно-ласкательным суффиксам в русском языке).

Чаще всего японцы обращаются друг к другу по фамилии, обращение по имени без суффикса считается фамильярным и используется только в кругу друзей или хороших знакомых (за исключением случаев, когда речь идёт о родственниках или однофамильцах, чтобы избежать путаницы). Обращение без постфикса называется ёбисутэ (яп. 呼び捨て).
Суффикс -сама добавляется к фамилии или должности. Добавляется для высказывания высочайшего уважения: «уважаемый клиент» (яп. お客様 о-кяку-сама).
Суффикс -сан свободно добавляется к имени или фамилии в речи любого пола при обращение также к любому полу и придаёт фразе нейтрально-вежливый оттенок. Обращение по фамилии с суффиксом кажется более уважительным, чем по имени.
Суффикс -кун изначально считался допустимым исключительно в мужской речи, он использовался среди хорошо знакомых собеседников. Однако после войны вошло в моду обращение с суффиксом -кун от учительниц к ученикам-мальчикам и от школьниц к своим ровесникам или более младшим (в таких случаях обычно добавляется к фамилии). До сих пор это практически единственный случай употребления суффикса -кун в женской речи. Профессорско-преподавательский состав может употреблять этот суффикс при обращении к учащимся и студентам обоего пола.
Суффикс -тян используется при обращении к детям, молодым девушкам, при этом имя часто существенно искажается. В большинстве случаев в имени, построенным по формату «основа + КО (子)», отбрасывается окончание КО и к основе добавляется суффикс -тян. Например, Сумико превращается в Суми-тян. Иногда имена с суффиксом -тян существенно изменяются, становясь аналогичными русским уменьшительным именам: Тайдзи — Тай-тян; Ясуаки — Ясу-тян; Тэцуко — Тотто-тян и т. п. Иногда сокращения имени доходят до единственного слога или знака каны: Сосукэ — Со-тян, Мицуки — Ми-тян; или до единственной гласной: Аканэ — А-тян, Эниси — Э-тян. То же самое можно проделать и с некоторыми фамилиями для придания фамильярности, заменив последний слог, например, Танэда — Танэ-тян и пр.
В мужской речи суффикс -тян заметно менее употребим, чем в женской, и, как правило, применим только к женщинам (в каковом случае подразумевает отношения близкие вплоть до интимности) и детям. В отношении мужчин он практически не употребляется, а если и используется, то носит оттенок манерности и эксцентричности, и подразумевает чрезвычайно близкие отношения. Так, например, знаменитые аниме-режиссёры Хидэаки Анно и Кунихико Икухара, близкие друзья ещё со студенческой скамьи и оба известные крайней эксцентричностью, часто называют друг друга «Хидэ-тян» и «Куни-тян».
Прозвища любимых домашних животных часто состоят из сокращённого названия животного и -тян. Например, домашнего кролика (усаги) более ласково называть уса-тян, вместо усаги-тян. Также суффикс -тян используется для прозвищ любимых исполнителей, звёзд кино. Например, Арнольда Шварценеггера в Японии часто ласково называют Сюва-тян.
Существуют также менее употребительные суффиксы. Например, суффикс -сама означает высшую степень уважения и употребляется с именами любимых людей, кумиров, почитаемых лидеров. Суффикс -доно, ныне практически вышедший из употребления за исключением армейской среды, использовался самураями при обращении друг к другу и нёс смысловую нагрузку «достойный обращается к достойному». Также в качестве именных суффиксов используются слова «сэнсэй» (учитель, наставник — употребляется по отношению к профессорско-преподавательскому составу в учебных заведениях, профессорам-завлабам в НИИ, а также лицам свободных профессий — врачам, адвокатам, писателям и т. п.), «сэмпай» (старший товарищ) и «кохай» (младший товарищ). Последнее слово, однако, редко употребляется на практике как именной суффикс, поскольку при обращении к младшему по возрасту или статусу коллеге в неформальной обстановке вполне употребимо ёбисутэ.

## Общие особенности чтения японских имён собственных
Японские фамилии и имена читаются особенно — не так как обычные слова. В словарях часто указывается специальное чтение иероглифов — нанори, которое встречается только в именах собственных. Многие фамилии и имена читаются по редким кунам, по сочетанию кунных чтений и нанори, сочетаниям онов и кунов. Однако в большинстве случаев нанори-чтения являются слегка изменёнными кунными чтениями, которые представляют собой грамматически изменённые слова, к которым восходят имена собственные. Например, это могут быть глаголы в именной форме, прилагательные в старой срединной форме, полные формы глаголов и другие грамматически изменённые формы слов.
В конце 2000-х годов в Японии стало модно давать детям «яркие» иероглифические имена, придуманные родителями и содержащие смесь онных и кунных чтений, самостоятельно присвоенные чтения и пропуски в чтении, например, «Хибики» (яп. 響乙 хибики + оцу). Такие имена условно называются «ослепительные» имена (яп. 煌々ネーム киракира нэ:му).

## Фамилия
Фамилия по-японски называется «мёдзи» (苗字 или 名字), «удзи» (氏) или «сэй» (姓).
Словарный состав японского языка долгое время делился на два типа: ваго (яп. 和語 «японский язык») — исконно японские слова и канго (яп. 漢語 китаизм) — заимствованные из Китая. На эти же типы делятся и имена, правда сейчас активно расширяется новый тип — гайрайго (яп. 外来語) — заимствованные из других языков слова, но в именах компоненты этого типа используются редко.
Современные японские имена делятся на следующие группы:
- кунные (состоящие из ваго),
- онные (состоящие из канго),
- смешанные.

Соотношение кунных и онных фамилий примерно 80 % на 20 %.
Самые распространённые фамилии в Японии:
1. Сато (яп. 佐藤 Сато:),
2. Судзуки (яп. 鈴木),
3. Такахаси (яп. 高橋),
4. Танака (яп. 田中),
5. Ватанабэ (яп. 渡辺),
6. Ито (яп. 伊藤 Ито:),
7. Ямамото (яп. 山本),
8. Накамура (яп. 中村),
9. Охаяси (яп. 小林)[прим. 1],
10. Кобаяси (яп. 小林)[прим. 1],
11. Като (яп. 加藤 Като:),
12. Накаяма (яп. 中山),
13. Наката (яп. 中田),
14. Ямада (яп. 山田),
15. Яманака (яп. 山中),
16. Кояма (яп. 小山),
17. Такаяма (яп. 高山),
18. Такаги (яп. 高木),
19. Такада (яп. 高田),
20. Хигаси (яп. 東),
21. Аоки (яп. 青木),
22. Маэда (яп. 前田),
23. Абэ (яп. 阿部),
24. Ямасита (яп. 山下),
25. Мацумото (яп. 松本),
26. Уэда (яп. 上田),
27. Комацу (яп. 小松),
28. Коикэ (яп. 小池),
29. Мацусита (яп. 松下),
30. Киносита (яп. 木下),
31. Иида (яп. 飯田),
32. Мидзуно (яп. 水野),
33. Оно (яп. 小野),
34. Ясуда (яп. 安田),
35. Нода (яп. 野田),
36. Такано (яп. 高野),
37. Накано (яп. 中野),
38. Уэно (яп. 上野),
39. Хаттори (яп. 服部),
40. Курода (яп. 黒田),
41. Вада (яп. 和田),
42. Тагути (яп. 田口),
43. Каваками (яп. 川上),
44. Кавагути (яп. 川口),
45. Хаякава (яп. 早川),
46. Ямагути (яп. 山口),
47. Окава (яп. 小川),
48. Хасэгава (яп. 長谷川),
49. Кикути (яп. 菊地),
50. Хирано (яп. 平野).

Многие фамилии, хотя и читаются по онному (китайскому) чтению, восходят к древним японским словам и записаны фонетически, а не по смыслу. Примерами таких фамилий являются: Кубо (яп. 久保) — от яп. кубо (яп. 窪) — ямка; Сасаки (яп. 佐々木) — от древнеяпонского саса — маленький; Абэ (яп. 阿部) — от древнего слова апэ — соединять, смешивать. Если учесть и такие фамилии, то число исконно японских фамилий доходит до 90 %.
Фамилии могут читаться только по кунам, только по онам, по сочетаниям онов и кунов. При этом кунные чтения могут быть разные, иногда встречаются нестандартные чтения нанори. Например, иероглиф 木 («дерево») читается по куну как ки, однако, в именах может читаться и как ко; иероглиф 上 («вверх») может читаться по куну как уэ, так и ками. Существуют две разных фамилии Уэмура и Камимура, которые записываются одинаково — 上村. Кроме того встречаются выпадание и слияние звуков на стыке компонентов, например в фамилии Ацуми (яп. 渥美) компоненты в отдельности читаются как ацуи и уми; а фамилия 金成 (кана + нари) часто читается просто как Канари. При сочетании иероглифов типично чередование окончания первого компонента А/Э и О/А — например, 金 канэ — Канагава (яп. 金川), 白 сиро — Сираока (яп. 白岡). Кроме того, часто озвончаются начальные слоги второго компонента, например 山田 Ямада (яма + та), 宮崎 Миядзаки (мия + саки). Также часто в фамилиях содержится остаток показателя падежа но или га (в древние времена было принято их ставить между именем и фамилией). Обычно этот показатель не пишется, но читается — например, 一宮 Итиномия (ити + мия); 榎本 Эномото (э + мото). Но иногда показатель падежа отображается на письме хираганой, катаканой или иероглифом — например, 井之上 Иноуэ (и + но + уэ); 木ノ下 Киносита (ки + катакана но + сита).
Подавляющее большинство фамилий в японском языке состоят из двух иероглифов, реже встречаются фамилии из одного или трёх знаков, и совсем редки четырёх- и более значные фамилии.
Однокомпонентные фамилии, в основном, японского происхождения и образуются от существительных или срединных форм глаголов. Например, Ватари (яп. 渡) — от ватари (яп. 渡り переправа), Хата (яп. 畑) — слово хата означает «плантация, огород». Значительно реже встречаются онные фамилии, состоящие из одного иероглифа. Например, Тё (яп. 兆 Тё:) означает «триллион», Ин (яп. 因) — «причина».
Фамилий, состоящих из двух компонентов — большинство: называются цифры в 60—70 %. Из них бо́льшую часть составляют фамилии из японских корней — считается, что такие фамилии наиболее просты для прочтения, так как бо́льшая их часть читается по обычным используемым в языке кунам. Примеры: Мацумото (яп. 松本) — состоит из используемых в языке существительных мацу «сосна» и мото «корень»; Киёмидзу (яп. 清水) — состоит из основы прилагательного 清い киёй — «чистый» и существительного 水 мидзу — «вода». Китайские двухкомпонентные фамилии менее многочисленны и обычно имеют один-единственный вариант чтения. Часто китайские фамилии содержат числа от одного до шести (исключая четыре 四, так как это число читается так же, как и «смерть» 死 си, и его стараются не использовать). Примеры: Итидзё: (яп. 一条), Сайто: (яп. 斉藤). Существуют смешанные фамилии, где один компонент читается по ону, а другой по куну. Примеры: Хонда (яп. 本田), хон — «основа» (онное чтение) + озвонченный та — «рисовое поле» (кунное чтение); Бэцумия (яп. 別宮), бэцу — «особый, отличающийся» (онное чтение) + мия — «храм» (кунное чтение). Также совсем небольшая часть фамилий может читаться как по онам, так и по кунам: 坂西 Бандзай и Саканиси, 宮内 Кунай и Мияути.
В трёхкомпонентных фамилиях часто встречаются японские корни, записанные онами фонетически. Примеры: 久保田 Кубота (вероятно, слово 窪 кубо «ямка» записана фонетически как 久保), 阿久津 Акуцу (вероятно, слово 明く аку («открываться») записано фонетически как 阿久). Схоже распространены обычные трёхкомпонентные фамилии, состоящие из трёх кунных чтений. Примеры: 矢田部 Ятабэ, 小野木 Оноки. Также встречаются и трёхкомпонентные фамилии с китайским чтением («онными» чтениями каждого иероглифа).
Четырёх- и более компонентные фамилии очень редки.
Существуют фамилии с очень необычными чтениями, которые похожи на ребусы. Примеры: 十八女 Вакаиро — записывается иероглифами «восемнадцатилетняя девушка», а читается как 若色 «молодой+цвет»; фамилия обозначаемая иероглифом «一» («один») читается как Ниномаэ, что можно перевести как 二の前 ни но маэ «перед двойкой»; а фамилия 穂積 Ходзуэ, которую можно истолковать как «сбор колосьев», иногда записывается как 八月一日 («первое число восьмого лунного месяца») — видимо, в этот день в древности начиналась жатва.

## Имя
Личное имя по-японски называется имя (яп. 名前 намаэ, «имя переднее») или маленькое имя (яп. 下の名前 сита-но намаэ, «малое переднее имя»).
Обычно выбор имени в Японии ничем не ограничен и родители вправе самостоятельно изобретать новые имена, используя разрешённые для этого иероглифы. Однако, конечно, учитываются определённые традиции, существует набор наиболее популярных имён, но встречаются и полностью новые созданные с нуля имена.
Мужские и женские имена отличают друг от друга по набору характерных для них компонентов.

### Мужские имена
Мужские имена — наиболее сложная для чтения часть японских имён собственных, именно в мужских именах очень распространены нестандартные чтения нанори и редкие чтения, странные изменения некоторых компонентов, хотя встречаются и простые для чтения имена. Например, в именах Каору (яп. 薫), Сигэкадзу (яп. 薫一) и Кунгоро: (яп. 薫五郎) используется один и тот же иероглиф 薫 («аромат»), но в каждом имени он читается по-разному; а распространённый основной компонент имён ёси может быть записан 104 разными знаками и их комбинациями. Иногда чтение совсем не связано с письменными иероглифами, поэтому бывает, что прочесть правильно имя может только сам его носитель.
Однокомпонентные имена кунного чтения, как правило, образованы от глаголов (в словарной форме — окончание -у) или прилагательных в старой заключительной форме (окончание -си). Примеры: Каору (яп. 馨) — от глагола 馨る каору — «благоухать»; Хироси (яп. 広) — от прилагательного 広い хирой — «широкий». Также встречаются имена онного чтения из одного иероглифа. Пример: Дзюн (яп. 遵).
В именах с двумя иероглифами часто используются иероглифы-показатели мужского имени (следующие за основным компонентом): 男 (-о, «мужчина»), 夫 (-о, «муж»), 雄 (-о, «мужественный»), 郎 (-ро:, «сын»), 朗 (-ро:, «ясный»), 樹 (-ки, «дерево»), 哉 (-я, восклицание), 吾 (-го, «я»), 彦 (-хико, «принц»), 助 (-сукэ, «помощник») и другие Каждый такой иероглиф также показывает, по какому чтению должно читаться имя, например, практически все имена с компонентом 朗 ро: читаются по онному чтению.
Трёхкомпонентные имена также часто имеют свой двухкомпонентный часто используемый показатель: 之助 «это помощник» носукэ, 太郎 «старший сын» таро:, 次郎 «второй сын» дзиро:, 之進 носин и др. Но и часто встречаются имена, состоящие из двух иероглифов + один компонент-показатель.
Четырёхкомпонентные мужские имена встречаются довольно редко.
Очень редко среди мужских имён встречаются имена, записанные только каной.

### Женские имена
Японские женские имена, в отличие от мужских, в большинстве случаев имеют простое чтение по куну и чёткий и понятный смысл. Большинство женских имён составлены по схеме «основной компонент+показатель», однако встречаются имена без показательного компонента. Иногда женские имена могут быть записаны полностью хираганой или катаканой. Также иногда встречаются имена с онным чтением, а также только в женских именах встречаются новые некитайские заимствования (гайрайго).

#### Основной компонент
Женские имена можно поделить на несколько типов, в зависимости от значения их основного компонента. Большинство имён попадают в группу с абстрактным значением. Чаще всего в таких именах используются компоненты 美 ми «красота», 愛 ай «любовь», 安 ан «спокойствие», 知 ти «ум», 優 ю: «нежность», 真 ма «правда» и другие. Обычно имена с такими компонентами дают в качестве дезидерата (пожелания обладать этими качествами в будущем).
Другой распространённый тип женских имён — имена с компонентами животных или растений. Имена с компонентом животных часто давали в прошлом, например, имена с компонентами четвероногих животных (вроде 虎　«тигр» или 鹿 «олень») считались способствующими здоровью. Сейчас же такими именами девочек практически не называют, они считаются старомодными. Единственным исключением пока является компонент 鶴 «журавль». Имена, содержащие иероглифы, связанные с растительным миром, до сих пор широко распространены, например, часто встречаются компоненты 花 хана «цветок», 稲 инэ «рис», 菊 кику «хризантема», 竹 такэ «бамбук», 桃 момо «персик», 柳 янаги «ива» и другие.
Существуют также имена с числительными, но они довольно немногочисленны и последнее время встречаются всё реже. Эти имена, скорее всего, остались от древней традиции называть девушек знатных семей по порядку рождения. Сейчас наиболее распространены компоненты 千 ти «тысяча», 三 ми «три», 五 го «пять» и 七 нана «семь».
Встречаются также имена со значениями времён года, явлений природы, времени суток и т. п. Довольно многочисленная группа. Примеры компонентов: 雪 юки «снег», 夏 нацу «лето», 朝 аса «утро», 雲 кумо «облако».
Иногда основной компонент записывается хираганой или катаканой, несмотря на то, что его можно записать и иероглифом. Запись конкретного имени всегда неизменна, в отличие от слов, которые могут писаться иногда каной, иногда иероглифами или в смешанном варианте. То есть, например, если женское имя пишется хираганой, то так оно и должно всегда записываться, несмотря на то, что по смыслу его можно записать и иероглифом.
В женских именах также встречаются некитайские заимствования имён (гайрайго). Такие имена пока довольно редкие и ощущаются экзотическими и модными. Примеры: あんな Анна, まりあ Мариа (от «Мария»), 恵里奈 Эрина (от Erina — Ирина), えみり Эмири (от «Эмили»), れな Рэна, りな Рина.

#### Показательный компонент
В женских именах из двух и более иероглифов в конце имени обычно присутствует компонент, указывающий на то, что это имя женское. Так же, как и в мужских именах, от компонента часто зависит то, как читается всё имя — по ону или по куну.
До начала 1980-х годов компонент 子 ко «ребёнок» был самым распространённым в женских именах, однако на данный момент он стал «не модным», многие девушки, названные с компонентом ко, впоследствии его отбрасывали. Например, девушка, названная родителями 弓子　Юмико, из-за «немодности» своего имени может сменить его на просто 弓 Юми. Тем не менее даже сейчас имена с компонентом ко составляют до 25 % всех женских имён. Примеры: 花子 Ханако, 朝子 Асако, 美子 Ёсико.
Вторым по частоте использования является компонент 美 ми «красота» (до 12 %), в отличие от большинства других показательных компонентов, он может встречаться не только в конце, но и в начале, и в середине имени. Примеры: 富美子 Фумико, 美恵　Миэ, 和美　Кадзуми.
Ещё 5 % японских женских имён содержат компонент 江 э «бухта». Примеры: 瑞江 Мидзуэ, 廣江 Хироэ.
Существуют и другие компоненты, каждый из которых встречается в менее чем 4 % женских имён: 代 ё «эра», 香 ка «запах», 花 ка или хана «цветок», 里 ри «мера длины ри» (часто используется фонетически), 奈 на используется фонетически, 織 ори «ткань» и другие.
В именах, записанных каной, показательный компонент пишется тоже каной. Примеры: ゆかこ Юкако, やさこ Ясако, せよみ Сэёми. Но иногда показательный компонент записывается иероглифом, а основной — каной. Примеры: アイ子 Айко, むつ美　Муцуми.
В гайрайго-именах показательные компоненты не используются.
Существуют женские имена, состоящие из нескольких иероглифов, но не имеющих показательного компонента. Примеры: 皐月 Сацуки, 小巻 Комаки.

## Комментарии
1. 1 2  Охаяси и Кобаяси — разные фамилии, которые пишутся одинаково и имеют примерно одинаковое распространение